# Împușcarea lui Stephen Waldorf
Stephen Waldorf a fost împușcat și grav rănit de ofițeri de poliție la Londra pe 14 ianuarie 1983, după ce aceștia l-au confundat cu David Martin, un infractor evadat⁠(d). Incidentul a provocat un val de indignare publică și a dus la reforme în pregătirea și autorizarea ofițerilor de poliție înarmați din Regatul Unit. David Martin era un hoț cunoscut, înarmat și violent, care împușcase un ofițer de poliție și evadase din custodie în decembrie 1982. Poliția o supraveghea pe prietena lui Martin, iar în ziua incidentului a urmărit-o până la o mașină în care se afla Waldorf, pe care ofițerii l-au confundat cu Martin.
Detectivul Finch, singurul ofițer care îl întâlnise anterior pe Martin, a fost trimis să confirme identitatea pasagerului. Din greșeală, Finch a concluzionat că Waldorf era Martin și a deschis focul, trăgând în anvelopele vehiculului și apoi spre pasager. Crezând că Finch era atacat, un alt ofițer a tras prin lunetă, iar când Waldorf a ieșit din vehicul, un al treilea ofițer, detectivul Jardine, a tras și el. Finch, rămânând fără muniție, a început să-l lovească pe Waldorf cu pistolul. Ofițerii și-au dat seama că nu era Martin abia după ce Waldorf a intrat în stare de inconștiență. Waldorf a fost rănit grav, suferind cinci răni prin împușcare și o fractură craniană. Detectivii Finch și Jardine au fost ulterior acuzați de tentativă de omor, dar au fost achitați în octombrie 1983 și reinstalați, cu permisiunea de a purta arme revocată. Waldorf a supraviețuit și a primit despăgubiri din partea Poliției Metropolitane. David Martin a fost capturat două săptămâni mai târziu, după o urmărire ce s-a încheiat într-un tunel al metroului londonez. Incidentul a inspirat mai multe documentare și a fost dramatizat într-un film de televiziune, Open Fire, din 1994.
În urma incidentului, au fost emise noi reglementări pentru utilizarea armelor de foc în toate forțele de poliție britanice, crescând rangul minim necesar pentru autorizarea armelor. Raportul Dear, publicat în noiembrie 1983, a recomandat evaluări psihologice și instruire mai intensă pentru ofițerii înarmați. Mai mulți comentatori au remarcat că aceste reforme au fost influențate de evenimente și că poliția britanică nu avea o strategie coerentă pentru politica privind armele de foc. Împușcăturile accidentale din anii 1980 au determinat alte reforme, stabilind proceduri standard și operațiuni cu arme desfășurate de un număr restrâns de ofițeri mai bine instruiți, cunoscuți ca ofițeri autorizați cu arme de foc, sau de echipe specializate din cadrul forțelor de poliție.

## Context
În 1983, Poliția Metropolitană (Met) permitea anumitor ofițeri selectați, inclusiv detectivi în civil, să folosească pistoale, însă majoritatea ofițerilor britanici nu purtau arme de foc. Armele erau accesibile în secții de poliție și puteau fi scoase doar cu permisiunea unui ofițer de rang Inspector⁠(d) sau superior. Met avea și o unitate specializată în operațiuni înarmate, cunoscută drept D11, formată din ofițeri bine instruiți care aveau acces la echipamente mai avansate și intervenții mai complexe.
David Martin, infractorul căutat, era cunoscut pentru folosirea violenței împotriva poliției și pentru evadările repetate din custodie. Condamnat inițial la opt ani de închisoare în 1973 pentru fraudă și furt, Martin a primit un an suplimentar pentru implicarea într-o evadare. Eliberat în 1981, Martin și-a reluat activitățile criminale, inclusiv furturi de arme, iar în timpul unui jaf, a rănit un ofițer de securitate. Reținut din nou de poliție, Martin a reușit să scape, iar urmărirea sa a continuat până la arestarea finală în 1983, la scurt timp după incidentul cu Waldorf.

## Incidentul

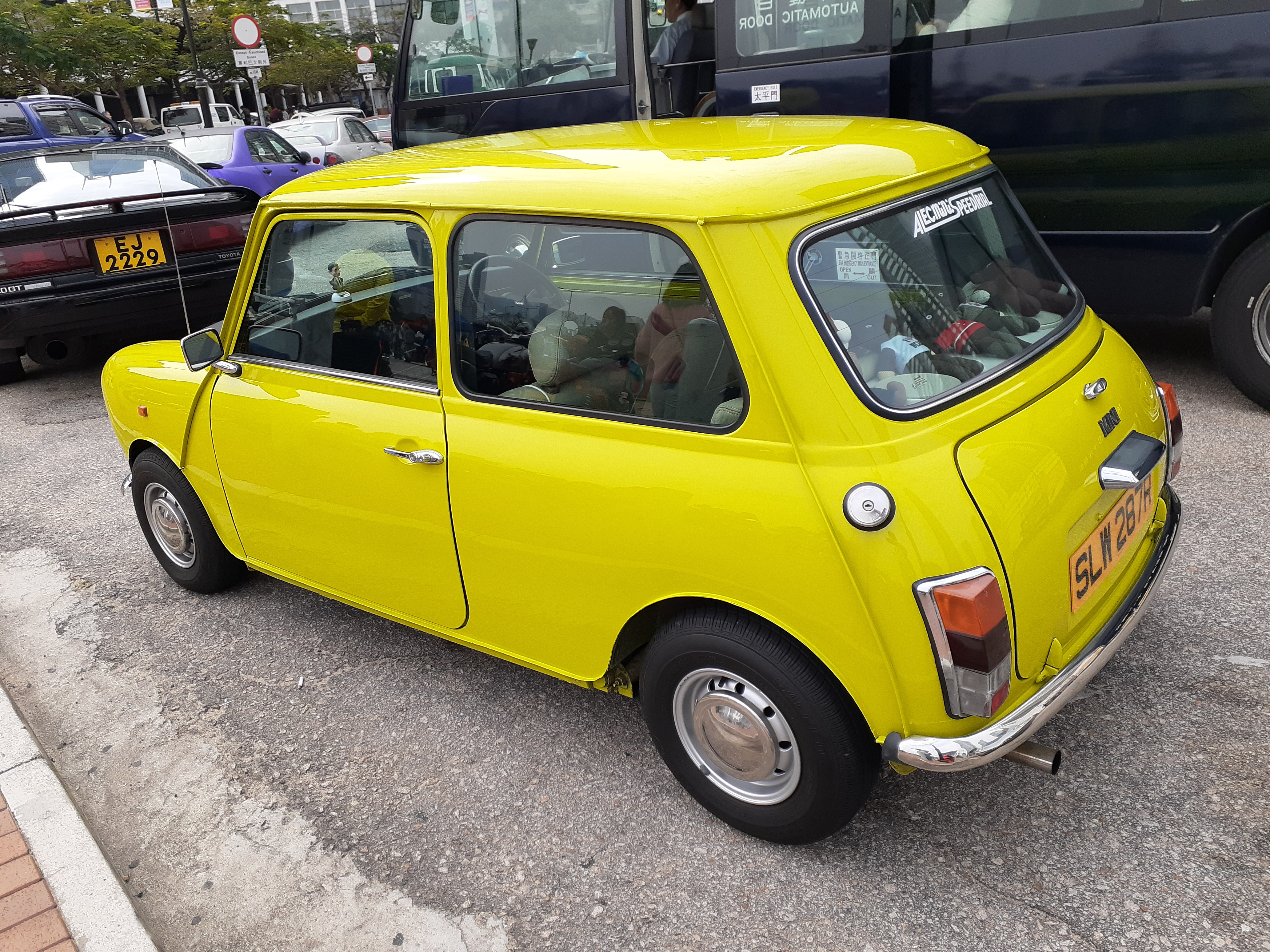
O mașină Mini galben, similară cu cea în care călătorea Waldorf

Echipa de supraveghere a urmărit-o pe prietena lui Martin cu ajutorul unității C11, specializată în supraveghere, sperând să fie conduși la el. Dacă ar fi ajuns în contact cu Martin, planul era să-l urmărească până într-o locație stabilă și să aștepte sosirea echipei D11 (unitatea specializată în intervenții înarmate), deși câțiva detectivi și ofițeri de supraveghere aveau arme pentru eventualitatea unei confruntări publice.
În seara zilei de 14 ianuarie 1983, poliția a observat-o pe prietena lui Martin urcând într-o mașină condusă de un prieten. Ofițerii au urmărit discret vehiculul prin vestul Londrei, până când, după aproximativ o oră, ea a schimbat mașina, urcând într-un Mini galben, în care s-a așezat pe bancheta din spate. În scaunul din față era un bărbat care semăna cu Martin, potrivit percepției ofițerilor.
Când Mini-ul a oprit în trafic, detectivul Finch, singurul ofițer care îl întâlnise pe Martin înainte, a fost trimis să confirme identitatea pasagerului din față. Finch era la două mașini în spate și s-a apropiat de Mini având revolverul pregătit. Într-o eroare de identificare, Finch a concluzionat că bărbatul era Martin și a crezut că acesta l-a recunoscut. Observând că pasagerul se întinde spre bancheta din spate, Finch a interpretat mișcarea ca pe o încercare de a ajunge la o armă și a deschis focul fără avertisment, trăgând toate cele șase cartușe: două spre anvelope și patru către pasager. Șoferul Mini-ului a sărit din mașină și a fugit pe jos. Detectivul Deane, văzând că Finch trage, a interpretat situația ca un schimb de focuri și a deschis și el focul, trăgând prin geamul din spate. Când detectivul Jardine a sosit și l-a văzut pe pasager prăbușindu-se și atârnând din mașină, a tras alte trei focuri, crezând că acesta încearcă să ajungă la o armă.
În total, au fost trase 14 focuri de armă, iar pasagerul, Stephen Waldorf, un editor de film de 26 de ani, a fost lovit de mai multe ori și grav rănit. Finch, rămânând fără muniție, l-a lovit cu pistolul până când Waldorf a rămas inconștient. Abia după aceea ofițerii și-au dat seama că bărbatul nu era David Martin. Waldorf a suferit cinci răni de împușcătură, care i-au afectat abdomenul și ficatul, o fractură de craniu și răni la mână de la lovituri. Prietena lui Martin, care era în mașină, a fost atinsă de un glonț. Amândoi au fost transportați la Spitalul Sf. Ștefan. În scurt timp, un ofițer de rang superior de la Scotland Yard a emis scuze publice și a promis o anchetă a Biroului de Investigație a Plângerilor al Poliției Metropolitane (CIB), calificând incidentul drept "un tragic caz de confuzie a identității". Waldorf a fost internat timp de șase săptămâni, iar în timpul recuperării sale a fost vizitat de un ofițer de rang superior care și-a cerut scuze în numele Poliției Metropolitane.

## Consecințe
Investigația CIB a fost lansată rapid, fiind condusă de detectivul comisar Neil Dickens, care a interogat ofițerii implicați în primele ore după incident și a doua zi. Incidentul a provocat reacții intense în presă și public, care au criticat acțiunile ofițerilor și au ridicat semne de întrebare despre procedurile de utilizare a armelor de foc de către poliție. În parlament, Secretarul de Stat pentru Interne, William Whitelaw⁠(d), a promis o anchetă independentă a Comisiei pentru Plângeri împotriva Poliției (PCB) și analizarea raportului CIB de către Directorului Procuraturii Publice (DPP) pentru a decide dacă ofițerii vor fi acuzați.
Cei trei ofițeri au fost suspendați pe durata investigației. La cinci zile după incident, Finch și Jardine au fost acuzați de tentativă de omor și de vătămare corporală gravă, Finch fiind acuzat și de lovirea lui Waldorf cu pistolul. Judecați la Old Bailey în octombrie 1983, ambii au fost achitați, avocații lor susținând că acționaseră sub o teamă sinceră, deși eronată, pentru viețile lor.
În semn de protest față de acuzarea colegilor, mulți ofițeri înarmați au renunțat la permisele lor de port-armă. Federația Polițiștilor a cerut imunitate legală pentru polițiștii înarmați, pentru a le proteja acțiunile din timpul serviciului. După achitarea lui Finch și Jardine, concluzia CIB a fost că nu se impun măsuri disciplinare. Amândoi au fost repuși în funcție, dar fără permise de armă.
Waldorf s-a recuperat complet și a dat în judecată poliția, obținând o despăgubire între 120.000 și 150.000 de lire sterline într-o înțelegere extrajudiciară. Prietena lui Martin a primit și ea 10.000 de lire sterline de la Poliția Metropolitană drept compensație.

## Evenimente ulterioare

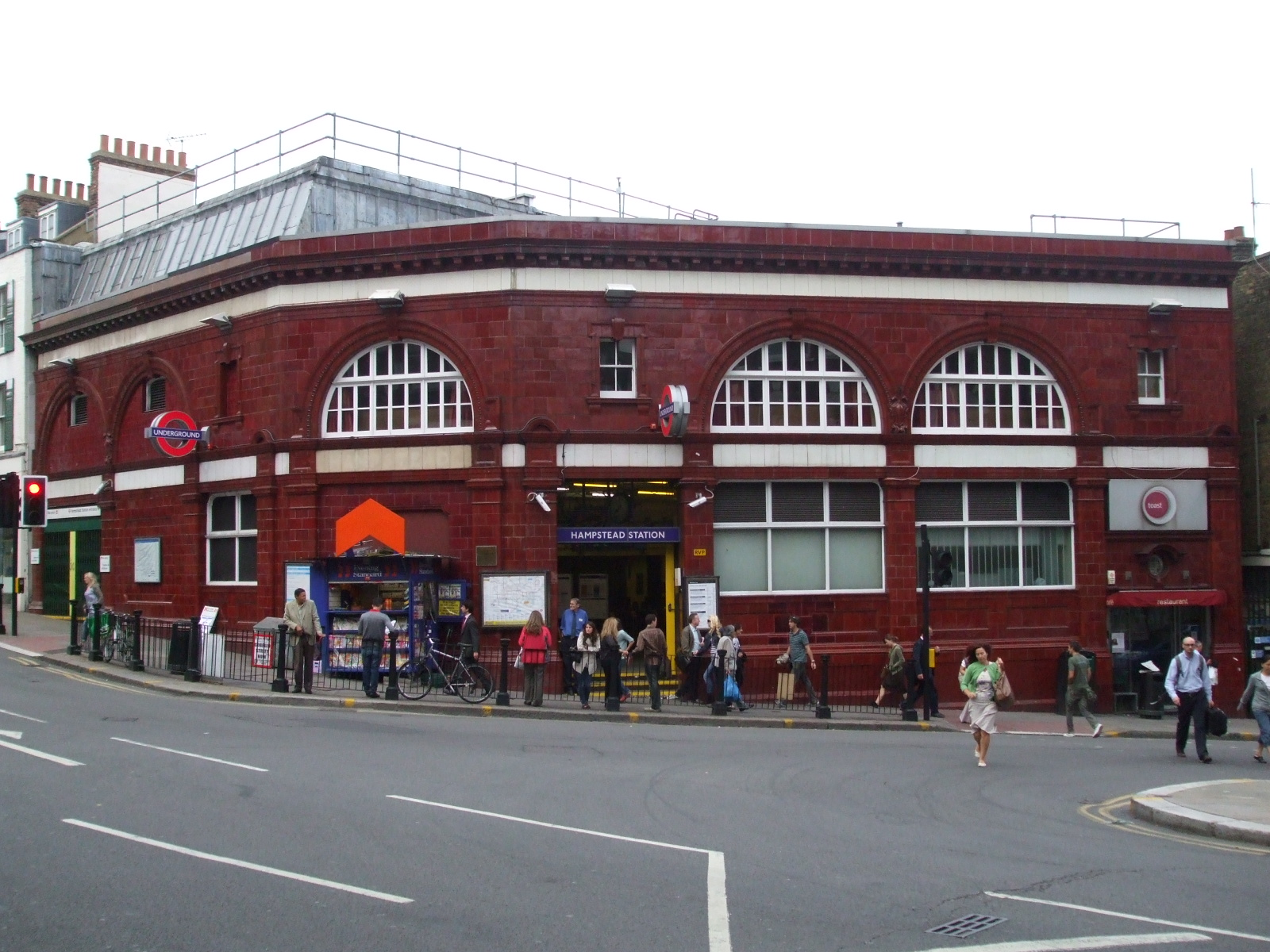
Stația de metrou Hampstead, unde Martin a fost capturat în cele din urmă de ofițerii Flying Squad

În urma împușcării lui Stephen Waldorf, responsabilitatea pentru prinderea lui David Martin a fost preluată de Flying Squad, unitatea polițienească specializată în combaterea infracțiunilor violente și a jafurilor armate. Prietena lui Martin a fost acuzată de deținerea de bunuri furate, dar a fost eliberată pe cauțiune. În schimbul clemenței, ea a acceptat să colaboreze cu poliția și să ajute la capturarea lui Martin, aranjând o întâlnire cu acesta într-un restaurant din Hampstead⁠(d). Acolo, peste 40 de ofițeri, mulți înarmați, l-au așteptat. Martin a observat polițiștii și a fugit, iar urmărirea s-a desfășurat pe jos până în stația de metrou Hampstead⁠(d), unde a sărit pe șine și a fugit prin tuneluri spre Belsize Park⁠(d). Martin a fost acuzat de 14 infracțiuni, inclusiv tentativă de omor asupra unui ofițer de poliție, jafuri și furturi. A fost judecat la Old Bailey în septembrie 1983, unde a fost găsit vinovat și condamnat la 25 de ani de închisoare. În martie 1984, Martin s-a sinucis în închisoare.
Cazul a inspirat mai multe documentare. Primul dintre acestea a fost un episod din emisiunea TV Eye, difuzat pe ITV pe 14 decembrie 1983, în care evenimentele au fost reconstituite. Stephen Waldorf a contribuit la realizarea programului și a afirmat că acesta a reprezentat corect faptele. Federația Polițiștilor a considerat emisiunea „un proces la televizor”, sugerând că ar putea influența deciziile în cazul eventualelor proceduri disciplinare împotriva ofițerilor implicați. În 1994, canalul ITV a difuzat filmul de televiziune Open Fire, regizat de Paul Greengrass⁠(d), în care Rupert Graves⁠(d) l-a interpretat pe David Martin. Filmul a dramatizat urmărirea lui Martin, împușcarea lui Waldorf și investigația ulterioară. În decembrie 2001, BBC a difuzat un episod din emisiunea Panorama intitulat „Forță letală”, în care Waldorf a fost intervievat.

## Efecte asupra poliției
Împușcarea lui Waldorf a generat o mare îngrijorare publică și a fost discutată pe larg în presă. Dick Kirby, un fost ofițer de poliție și istoric al poliției, a afirmat că reacția publicului a fost atât de puternică încât guvernul a simțit nevoia de a îmbunătăți pregătirea polițiștilor în folosirea armelor de foc. Raportul anual al comisarului Poliției Metropolitane pentru 1983 a recunoscut că „profesionalismul, politica și pregătirea” nu au fost suficiente pentru a preveni incidentul.
La două luni după împușcătură, Secretarul de Stat pentru Interne, William Whitelaw, a emis o circulară pentru forțele de poliție din Anglia și Țara Galilor, intitulată „Ghiduri privind eliberarea și utilizarea armelor de foc de către poliție”. Anterior, fiecare forță își stabilea propria politică, însă noile ghiduri impuneau o politică națională uniformă. Ghidurile ridicau rangul minim al unui ofițer care putea autoriza folosirea armelor de foc de la inspector la un rang mai înalt (comandant la Londra și comisar în alte forțe). Un ofițer putea acorda autorizație în caz de urgență, atunci când viețile erau în pericol, dar trebuia să informeze cât putea autoriza utilizarea armelor de foc doar în cazuri de urgență extremă, informând cât mai curând posibil un superior, care avea dreptul să anuleze această autorizație.

În ceea ce privește instruirea, ghidurile subliniau că orice ofițer căruia i se eliberează o armă trebuie avertizat strict că aceasta va fi folosită doar ca ultimă soluție, atunci când metodele convenționale au fost epuizate sau nu sunt fezabile. Utilizarea armei era permisă doar în cazuri extreme, unde era clar că viața unui ofițer nu putea fi protejată prin alte mijloace.

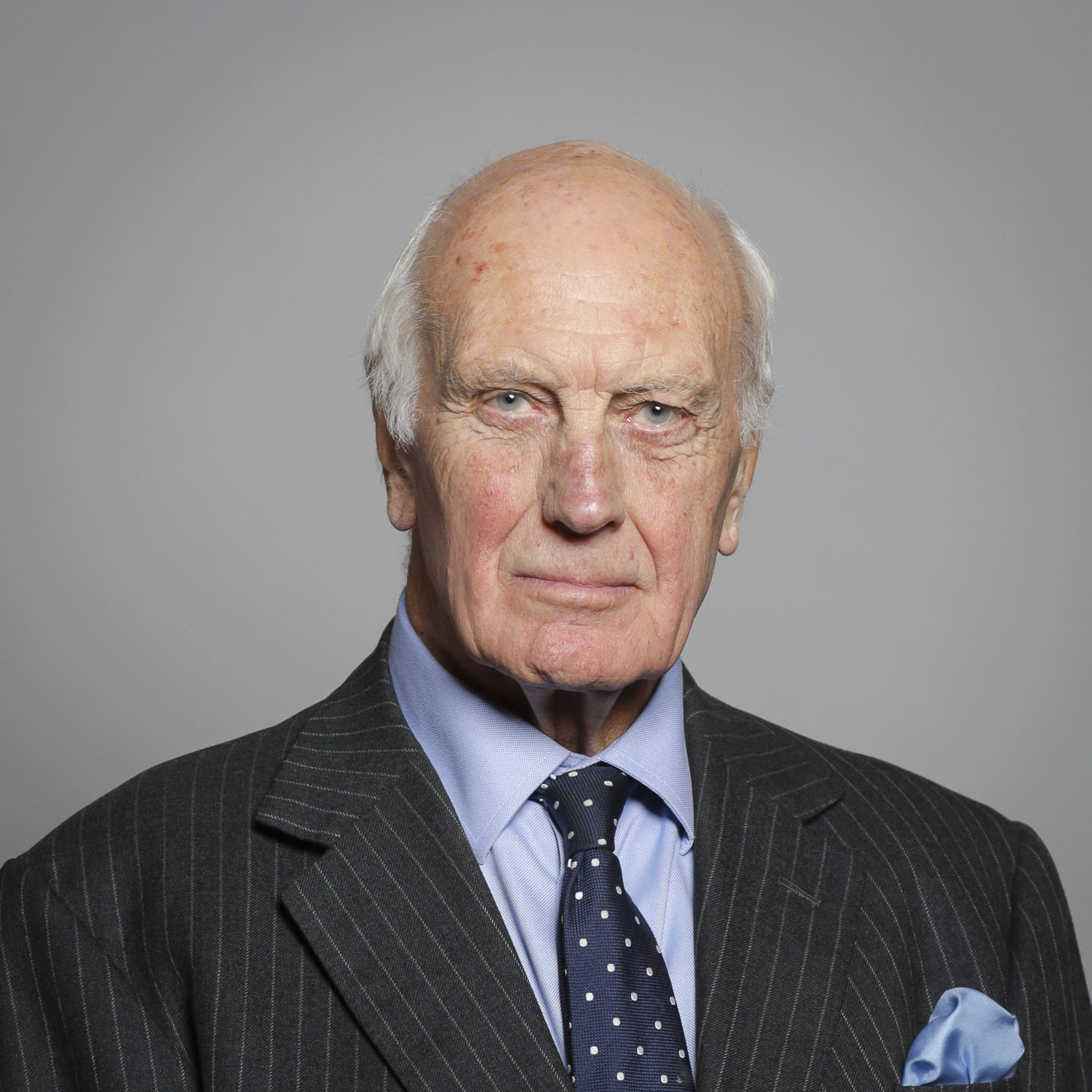
Geoffrey Dear (mai târziu Lord Dear, fotografiat în 2009) a redactat un raport despre îmbunătățirea instruirii polițiștilor în utilizarea armelor de foc.

Whitelaw a convocat și un grup de lucru pentru a examina modalitățile de îmbunătățire a selecției și pregătirii ofițerilor care purtau arme de foc, acordând o atenție specială evaluării temperamentului și capacității de gestionare a stresului. Grupul a fost condus de comisarul adjunct Geoffrey Dear, iar raportul final, cunoscut sub numele de „Raportul Dear”, a fost publicat în noiembrie 1983. Printre recomandările acestuia se numărau evaluarea psihologică a candidaților, o pregătire inițială mai riguroasă și sesiuni de reîmprospătare a cunoștințelor mai frecvente pentru ofițerii autorizați să folosească arme de foc.
Poliția Metropolitană a pus în aplicare primele două recomandări ale Raportului Dear, însă cea de-a treia recomandare — referitoare la reîmprospătarea frecventă a cunoștințelor ofițerilor — a fost amânată pe termen nedefinit din cauza constrângerilor bugetare, fiind influențată și de o restructurare majoră a Poliției Metropolitane. Instruirea extinsă a acordat o atenție deosebită Secțiunii 3 din Legea Penală din 1967, care reglementează utilizarea forței rezonabile în autoapărare sau pentru prevenirea comiterii unei infracțiuni. Grupul de lucru a standardizat astfel practicile în cadrul forțelor de poliție, iar termenul „ofițer autorizat să poarte arme de foc” (AFO) a devenit desemnarea standard la nivel național pentru un polițist instruit în utilizarea armelor de foc. Această muncă a dus la publicarea primului Manual de orientare privind utilizarea armelor de foc de către poliție, sub egida Asociației Șefilor de Poliție.
Într-un articol publicat de The Independent a zece ani după incident, evenimentul a fost descris drept „eroarea care a impus schimbarea. Criminologii Peter Squires și Peter Kennison, într-un studiu privind utilizarea armelor de foc de către poliție, au comparat împușcarea lui Waldorf cu alte incidente în care poliția a deschis focul în mod eronat. Ei au observat că, mai ales reacția altor ofițeri care au tras imediat după primele focuri, sugera o „atitudine neprofesionistă și nesigură în mânuirea armelor”, o opinie împărtășită de Maurice Punch, un alt specialist în politicile polițienești. Punch a concluzionat că natura „neprofesionistă, aproape haotică” a incidentului ridica „întrebări esențiale” despre comandă și controlul operațiunii. Fostul șef de poliție Timothy Brain⁠(d), în analiza sa asupra istoriei poliției britanice, a descris incidentul drept „un dezastru pentru Poliția Metropolitană”, adăugând că „episodul părea să confirme temerile criticilor că poliția era incontrolabilă și uneori opresivă”. Squires și Kennison au susținut că Marea Britanie nu avea o abordare coordonată în dezvoltarea politicii privind armele de foc ale poliției, iar reacția la împușcarea lui Waldorf reprezenta un exemplu de politică reactivă, spunând că „fiecare incident a dezvăluit deficiențe la mai multe niveluri de gestionare și execuție în situațiile critice”.
Dezbaterile despre înarmarea poliției aveau deja o istorie lungă în Marea Britanie. Deși anumitor ofițeri li se permitea să poarte arme pentru misiuni speciale, mulți politicieni și ofițeri de rang înalt doreau să mențină imaginea unei poliții neînarmate. Aceste discuții au fost intensificate în anii 1980, în special după o serie de incidente discutabile, inclusiv cel cu Stephen Waldorf. În 1986, Ministerul de Interne⁠(d) a înființat un alt grup de lucru pentru a continua reformele din Raportul Dear, stimulat de alte împușcături eronate — printre care cazul lui Cherry Groce, care a declanșat revoltele din Brixton din 1985, și John Shorthouse, un băiat de cinci ani împușcat accidental în Birmingham. Sociologul Peter Waddington⁠(d), expert în politica de utilizare a forței de către poliție, a sugerat că aceste incidente, împreună cu împușcarea lui Waldorf, au avut un efect permanent asupra percepției publicului despre poliția înarmată. De atunci, împușcăturile efectuate de poliție au devenit mult mai controversate, chiar și în cazurile când ofițerii respectau strict procedurile.
Raportul acestui grup de lucru a susținut recomandările din Raportul Dear privind instruirea și selecția AFO-urilor, sugerând ca forțele de poliție să pună accent pe formarea unor echipe specializate de ofițeri înarmați, cum ar fi D11 al Poliției Metropolitane, și să limiteze utilizarea armelor de foc la un grup mai restrâns și mai bine pregătit de ofițeri. A fost propusă, de asemenea, cercetarea patrulelor înarmate mobile, care au evoluat în anii 1990 în vehicule de răspuns armat. O altă recomandare a fost ca detectivii locali să nu mai fie desemnați AFO-uri, rolurile fiind rezervate ofițerilor echipelor centrale, cum ar fi C11 sau Flying Squad. Ca rezultat, numărul AFO-urilor în Poliția Metropolitană s-a redus aproape la jumătate în următorul deceniu. Totuși, multe dintre concluziile acestui raport au fost revizuite după masacrul de la Hungerford din 1987, care a determinat noi reforme în domeniul poliției înarmate.
Într-un capitol de carte publicat în 2023, Peter Squires a menționat că impactul împușcării lui Waldorf încă se resimte și că lecțiile învățate din acest incident și din altele similare rămân relevante.